# Stolnica sv. Petra in Pavla, Pitigliano
Stolnica v Pitiglianu (italijansko: Duomo di Pitigliano ali Cattedrale dei Santi Pietro e Paolo) je rimskokatoliška stolnica, posvečena svetnikoma Petru in Pavlu v mestu Pitigliano, v deželi Toskana, v Italiji.
Trenutno je škofovski sedež škofije Pitigliano-Sovana-Orbetello, ustanovljene leta 1986.

## Zgodovina
Župnijska cerkev San Pietro v Pitiglianu je bila leta 1509 zgrajena kot kolegijska cerkev in nato obnovljena pod grofom Niccolom III. Orsini, ko so posvetilo spremenili v svetnika Petra in Pavla (Santi Pietro e Paolo). Leta 1844 je cerkev postala stolnica škofije v Sovani, ki se je 11. januarja 1844 preimenovala v škofijo Sovana – Pitigliano in ostala stolnica, potem ko je bila ponovno preimenovana 25. marca 1925 v škofijo Sovane – Pitigliano – Orbetello. Ime se je 30. junija 1986 ponovno spremenilo tako, da je Pitigliano prestavljen na prvo mesto v sedanjem škofijskem naslovu: Škofija Pitigliano – Sovana – Orbetello.

## Opis

### Fasada
Pročelje je po višini razdeljeno na tri dele z velikimi pilastri. Na straneh portala iz travertina iz 16. stoletja, ki ga krasijo štukature iz 18. stoletja in prikazujejo kerubine (dva držita križ), sta dve niši, okrašeni s štukaturami. V desni niši je kip sv. Pavla, tudi iz travertina, v levi niši je sv. Peter, oba zavetnika stolnice.
V drugem registru fasade so tri okna s štukaturnimi okvirji, od katerih je osrednje okno odlične izdelave. Tretji register se konča z zatrepom, kjer je postavljen relief iz carrarskega marmorja, ki prikazuje Marijino vnebovzetje s sv. Rokom in Frančiškom.

### Zvonik
Na levi strani stolnice je zvonik, ki se je prvotno uporabljal za civilne in vojaške dejavnosti. Prvotna zgradba je vsebovala le dve nadstropji (kar potrjuje občinski grb mesta Pitigliano), v obdobju Medičejcev pa je bilo dodano tretje, stolpu pa je bila zaupana vloga [fzvonik]]a, kar potrjujejo zvonovi iz leta 1726.

### Notranjost
Notranjost stolnice je bila urejena z obnovo leta 1509. Današnji videz cerkve je iz 18. stoletja, ko so bile dodane stranske kapele, baročni visoki oltar in množica arhitekturnih elementov in nekaj okraskov. Desno od vhoda je plošča v spomin na obnovo, ki jo je leta 1509 naročil Niccolò III. Orsini.
Na prvem oltarju je veliko platno iz 19. stoletja, na katerem je upodobljen Sv. Pavel od Križa pridiga, podoba spominja na svetnikovo zavezanost evangelizaciji tega območja. Prva kapela na desni je posvečena Žalostni Mariji. Tu sta bili postavljeni dve sliki, ki prikazujeta Nadangela Mihaela in Duše vic, ki jo je za stolnico med letoma 1725 in 1728 izdelal pitiglijanski slikar Francesco Zuccarelli, ki sta danes shranjeni v muzeju palače Orsini. V drugi kapeli na desni, ki jo je v prvi polovici 20. stoletja obnovil škof S. Battistelli, je Blaženi zakrament.
V prezbiteriju na straneh glavnega oltarja, ki ga obvladuje baročni ciborij, sta bila dva štukaturna kipa, ki prikazujeta Vero na desni in Dobrodelnost na levi. Za oltarjem je velika slika, prav tako iz štuka, ki prikazuje sv. Petra v slavi. V oboku so podobe štirih evangelistov, v sredini pa podoba Kristusa. Na straneh sta dve veliki platni, ki ju je med letoma 1883 in 1885 izdelal mancianski slikar Pietro Aldi po naročilu stolničnega kapitlja, ki je želel proslaviti prisotnost dragocene relikvije roke sv. Gregorja VII. (Ildebrando di Soana) v zakladnici. Desno platno prikazuje La predestinazione del giovinetto Ildebrando, levo Henrika IV. Canossa (pripravljalne skice slik, ki prikazujejo zanimive razlike s platni zaradi skrbnega zgodovinskega raziskovanja tega predmeta, najdemo v muzeju Palazzo Orsini, kjer se hrani tudi svetnikov relikvijar).
Druga kapela na levi je posvečena svetemu Gregorju VII., kip je v niši nad oltarjem. Plaketa na levi strani spominja na zavezo kapitlja da počastit svetnika (sopokrovitelja škofije skupaj s svetnikom Mamilianom in sv. Pavlom od Križa).
V prvi kapeli na levi nad oltarjem je platno z upodobitvijo Svete družine, ki jo je slikarka Francesca Ciacci naslikala v prvi polovici 20. stoletja. Tu je krstilnik iz izrezljanega lesa iz 18. stoletja, na katerem je v središču upodobljen Jezusov krst, na straneh sv. Janez v puščavi in sv. Janez z jagnjetom. Na dnu, v sredini, grb škofa družine Medici, na straneh je zvonik Pitigliano (tukaj s tremi redi), obdan s šestimi medičejskimi kroglicami. Na prvem oltarju je veliko platno sienskega slikarja Francesca Vannija, izdelano leta 1609, ki prikazuje Marijo rožnega venca s svetniki Katarino Siensko, Dominikom in Pijem V.

## Galerija
- Pogled na mesto s stolnico
- Rožnovenska Mati Božja s svetiniki, Francesco Vanni, 1609